# نيكولاس غونزاليس (لاعب كرة قدم إسباني)
نيكولاس غونزاليس (بالإسبانية: Nicolás González Fernández)‏ (18 يناير 1996 في إسبانيا - ) هو لاعب كرة قدم إسباني في مركز الوسط.

## وصلات خارجية
- نيكولاس غونزاليس على موقع قاعدة بيانات كرة القدم.إي يو (الإنجليزية)
- نيكولاس غونزاليس على موقع Soccerway.com (الإنجليزية)